# 랑비앙산
랑비앙산(Núi Langbiang) 또는 랑비앙봉(Đỉnh Langbiang) 또는 랑비앙산 관광 지역(khu du lịch núi Langbiang)은 베트남 럼동성 달랏시 근처에 있는 두 개의 산이다. 옹산(Núi Ông)과 바산(Núi Bà)은 달랏에서 12km 떨어진 락즈엉현에 위치해 있다. 바산은 해발 2,167m, 옹산은 해발 2,124m이다. 또한 이 리조트에는 1,929m 높이의 라다 언덕(đồi Ra-đa)이 있어 방문객들에게 익숙한 곳이다. 달랏시 중심에서 바라본 바산은 왼쪽에 있고, 옹산은 오른쪽에 있다. 랑비앙은 달랏의 ‘지붕’과 같으며 달랏시의 매력적인 관광 명소다.

## 전설
랑비앙은 꼬호족의 전설에서 끄랑(K'lang)과 흐비앙(H'biang)의 이야기에 나오는 두 이름을 합성한 말이다.
끄랑(랏족, 꼬호족)이라는 총각과 흐비앙(꼬호족, 또 다른 꼬호족)이라는 소녀의 사랑 이야기는 많은 관광객들을 감동시켰다. 그들이 이 산에 왔을 때 끄랑과 흐비앙은 산기슭에 있었는데 우연히 숲에서 한 번 만나 열매를 따게 되었다. 흐비앙은 사고를 당했고, 끄랑은 용감하게 그녀를 악랄한 늑대 무리로부터 구해냈다. 한번 만났지만 둘 모두 깊은 정을 느꼈고, 서로 사랑에 빠졌다. 그러나 두 부족간의 불화로 인해 흐비앙도, 끄랑을 남편으로 맞아들 일 수 없었다. 엄격한 규칙과 종교 의식을 극복하고, 두 사람은 여전히 함께 하기로 결심했다. 그들은 부부 사이가 되어 산꼭대기에 사는 곳으로 떠났다. 흐비앙이 병이 나자, 끄랑은 치료하려 했으나 실패했다. 그는 그녀를 구할 방법을 찾기 위해 마을로 돌아가야 했다. 이야기의 끝부분에서, 흐비앙은 끄랑을 노리던 마을에서 독을 바른 독화살에 죽게 된다. 비탄에 빠진 끄랑은 통곡을 했고, 그의 눈물은 큰 개울로 흘러들었는데, 지금은 다님(Đạ Nhim, 꿈을 울린다)이라고 불린다. 두 사람이 죽은 후 흐비앙의 아버지는 후회를 하며 여러 부족을 꼬호족라고 불리는 국가로 통일시킨다. 그때부터 마을의 커플들이 쉽게 맺어졌다. 죽은 끄랑과 죽은 흐비앙을 묻은 라응으트엉(La Ngư Thượng) 마을의 높은 산을 두 사람과 그들의 사랑을 기리기 위해 부부의 이름인 랑비앙이라고 불렀다.
랑비앙산 정상의 비석 위에는 다음과 같은 이야기가 새겨져 있다.
| “ | 옛날 이 산악지대에는 라트족(tộc Lát) 족장에게 ‘랑’이라는 아들이 있었는데, 그는 칠족(tộc Chil) 족장의 딸 ‘비앙’이라는 딸을 사랑했다. 부족이 서로 달랐기 때문에 비앙은 랑과 결혼할 수 없었다. 그래서 두 사람은 사랑을 지키기 위해, 엄격한 관습에 반대하며 죽을 수밖에 없었다. 랑과 비앙이 죽자 비앙의 아버지는 후회를 하며, 라트족, 칠족, 스레 ... 부족을 합쳐서 꼬호족으로 통합했다. 그때부터 모든 부족의 젊은 남녀는 쉽게 사랑에 빠져 결혼을 하게 된다. 두 사람의 무덤은 차츰 옆에 놓여 있는 높은 산 두 개가 되었고 마을 사람들은 이 산의 이름을 랑비앙산으로 지었다. | ” |

## 개요

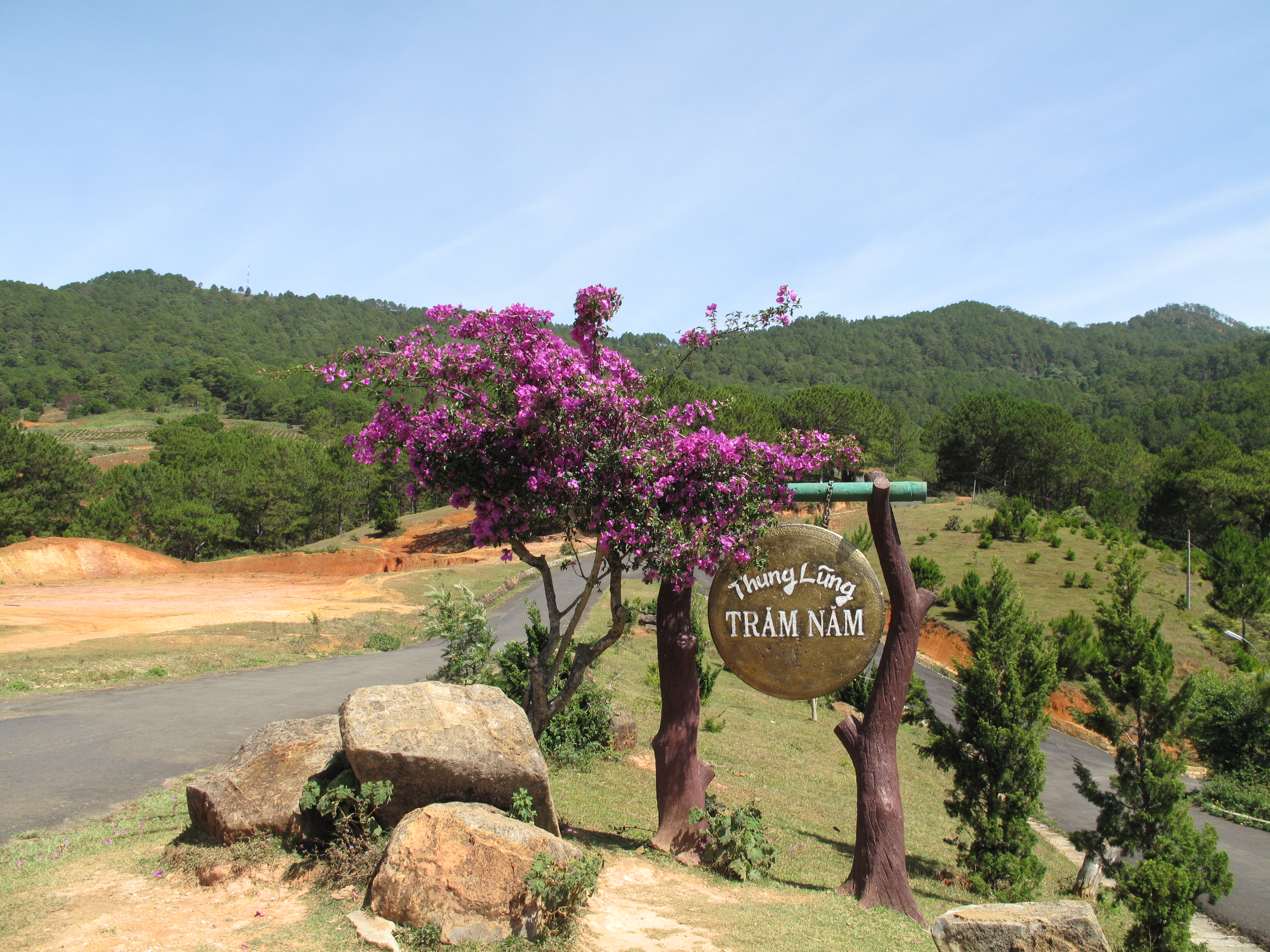
백년계곡

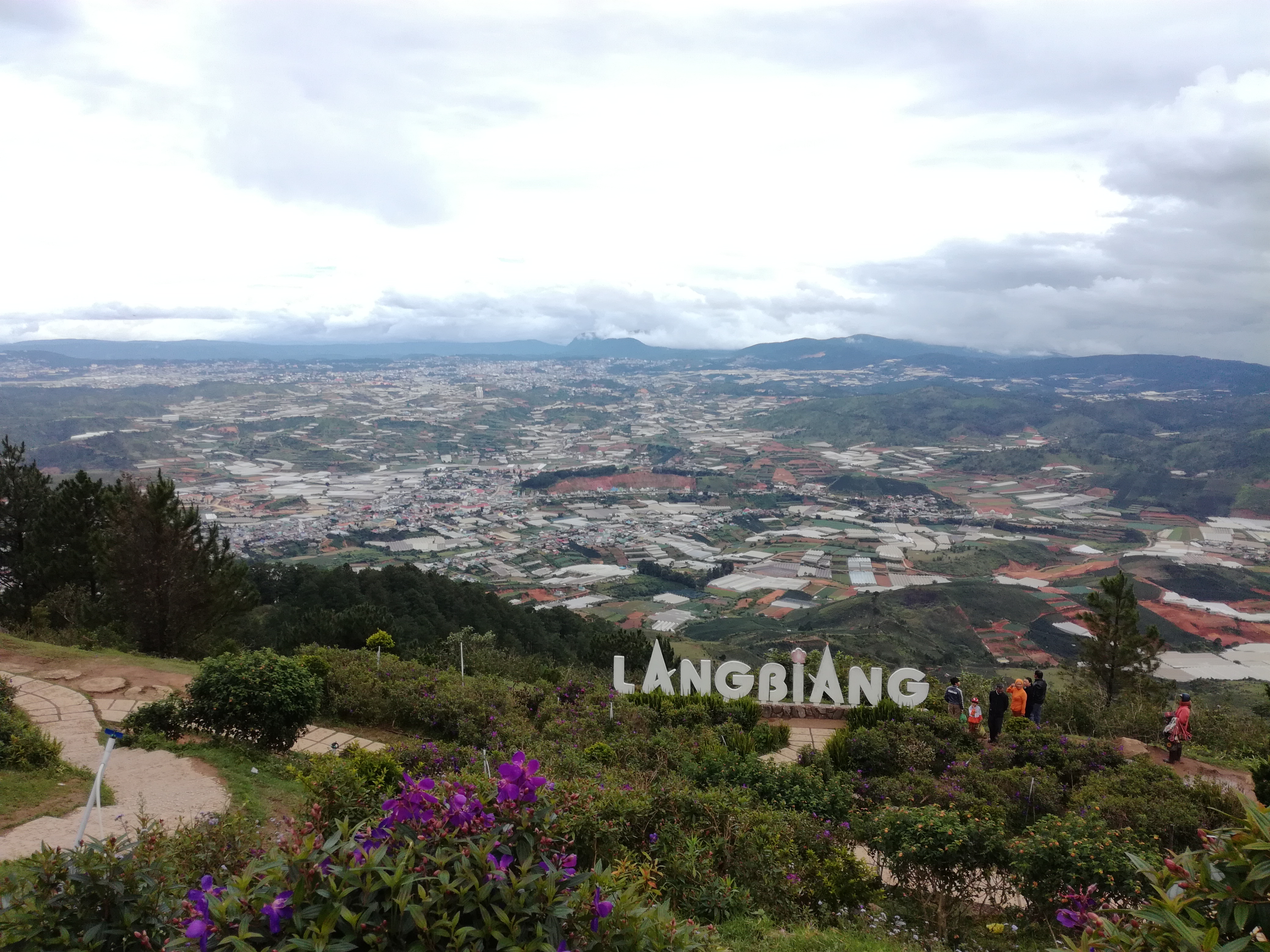
랑비앙산 정상의 풍경

랑비앙산은 락즈엉현에서 가장 높은 봉우리 중 하나이다. 그 지역 사람들의 소풍, 자연탐험, 문화적 이해 등을 갖춘 전형적인 관광지역으로 여긴다. 이곳 랑비앙은 또한 산봉우리를 정복하는 모험을 경험하는 등반 프로그램을 제공하는 관광 명소다. 산기슭에서부터 랑비앙에는 식당, 식객, 기념품 등 다양한 여행 서비스가 마련되어 있다. 특히, 손님을 정상까지 데려다 주는 지프 (유료) 서비스가 있다. 산기슭에는 꽤 큰 계곡이 있는데, 그 곳에서 달랏 100주년 축제를 성공적으로 개최하고 발전시켰다. 따라서 그곳을 생태관광 휴양지로 설계된 백년계곡으로 부른다.
이곳에서는 교류 프로그램, 캠프파이어, 와인 마시기, 그 나라의 이야기와 문화를 들려주는 것을 들을 수 있다. 랑비앙은 등반 프로그램으로 산봉우리를 정복하며 모험을 즐기는 관광객들에게도 매력이다. 지프를 타고 라다 언덕 꼭대기까지 여행하는 것이 싫다면 이곳 소나무 숲과 사람들의 집을 통해 아스팔트 길을 걸으며 봉우리를 정복할 수 있다.
라다르 언덕 꼭대기에는 레스토랑, 카페 등의 서비스와 위에서 달랏시를 내려다보는 쌍안경, 승마 등을 할 수 있는 서비스가 있다. 특히 화원, 끄랑과 흐비앙의 상, 기념품 가게 등이 있다.
라다르 언덕 꼭대기에서 마치 구름 속에 있는 것처럼 눈앞에 떠 있는 안개와 함께 황금천과 은천, 위에서 바라본 달랏의 모습을 볼 수 있다.

## 랑비앙 등반로
달랏시의 중심에서, 방문객들은 산기슭까지 12km의 거리를 오토바이나 버스를 타고 여행할 수 있다. 버스를 선택하면 버스 노선명이 달랏 - 락즈엉이다. 달랏시장과 가까운 호아빈 지역에 버스정류장이 있다.
등반객들은 하이킹을 위한 두 가지 주요 선택권이 있다.

### 라다봉(1929m봉)
그 도로는 포장되어 있으며, 길이가 6km이다. 언덕 꼭대기까지 걷거나 지프를 빌릴 수 있다.
- 지프 서비스: VND 36만동 / 차량 1대(차량당 6명, 6세 미만 어린이 제외, 왕복 티켓)
- 랑비앙 관광 지구 입장료 : VND 4만동 (2018년 기준)
- 언덕 정상까지 가는 평균 시간: 1.5~2시간 걷는 경우, 지프를 15분 동안 사용하는 경우

### 바산 – 랑비앙봉(2167m)
이 길은 여행하기가 어렵지만 경치가 아름답고 지형이 더 다양하다.
3피트에서 산 정상까지의 평균 시간. 산 꼭대기에서 산 기슭까지가는 시간은 2시간이다. 이 경로는 두 부분으로 나눌 수 있다.

#### 누이바 국립공원
체크 포인트로 가는 두 가지 방법이 있다.
1. 지프가 승객을 라다 언덕으로 운송하는데 사용된 아스팔트 길을 따라 국립공원의 검문소의 분기점까지 약 3-4km 이동하면 탐방로를 걷는 것이 더 저렴하다.
2. 리조트 출입구에 들어가지 말고 출입구 오른쪽의 길을 따라가면 길가에는 몇 개의 주택과 토착민의 경작지가 보인다. 그런 다음 소나무숲으로 가서 검문소를 향한 길을 따라 간다. (참고 : 경사로에서 길을 잃는 경우가 종종 발생한다.)

#### 검문소에서 누이바 – 랑비앙 정상까지
탐방로를 따라 가면 탐방로가 제법 선명하게 나 있다. 도중에 고도에 따라 식물의 분포가 변하는 것을 볼 수 있다. 방문객들은 소나무숲, 오래된 숲, 큰 나무 등을 만날 수 있다.
이 길은 여행할 수 없는 오솔길이다.
비도웁 누이바 국립공원(동물원두 근처)의 관리소는 안내 서비스(국립공원의 생물다양성을 안내하고 설명)도 제공한다. 관광가이드를 원하면 미리 전화해서 등록하면 되고, 요금이 적용된다.